# 山本禎顕
山本 禎顕 （やまもと よしあき、1976年3月5日 ‐ ）は、大阪府東大阪市出身の俳優。血液型はO型。身長161cm、体重57kg。

## 来歴
1996年1月、関秀人率いる劇団「立身出世劇場」に入団。
1996年3月、同劇団「arrivederci a domani どこにでもある話」で初舞台を踏む。
以後、2004年の解散まで、同劇団にて20本の舞台に出演。
当時は、劇団以外にも、上別府勲との二人ユニット「やまんびゅう」、演劇ユニット「西へ行く」、コントグループ「破天荒」などを主催したり、様々な劇団やユニットに客演したり精力的に表現活動に取り組む。
2004年の解散後、拠点を東京に移し、テレビ、舞台等で活躍。
2009年6月6日18時、劇団「スクエア」入団。
当時東京在住だった為、通いの劇団員として2年間を過ごした後、大阪へ移住。
その後、役者と劇団制作を兼任しスクエアの作品創りをささえる。
2016年9月、スクエアが無期限活動休止になったタイミングで劇団を退団し、フリーとなる。
趣味はダム巡り・掃除。特技は段取り（特に飲み会の段取り）。

## 出演

### テレビ
- 連続テレビ小説「ほんまもん」（NHK） - ハヤト役
- 連続テレビ小説「まんてん」（NHK）
- 連続テレビ小説「風のハルカ」（NHK） - 佐藤まこと役
- 連続テレビ小説「おちょやん」（NHK） - 照明技師役
- 人が殺意を抱くとき（ABC）
- 11通の…出せなかったラブレター（ABC）
- げんき情報局（KTV） - 安藤
- でんねん〜試験にでる？大阪弁〜（KTV）
- Good Job〜グッジョブ（2007年、NHK） - 後藤亮太役
- 鈴子の恋 ミヤコ蝶々女の一代記（2012年、東海テレビ） - 秋田Aスケ役
- ヨメ代行はじめました。（2013年、関西テレビ） - 南ユウヤ役
- 土曜ワイド劇場特別企画「スペシャリスト4」（2015年、テレビ朝日） - ロクスケ役

### ラジオ
- FMシアター「ばちこどんぐりの世界」（NHK-FM）

### 映画
- 燃えよ!ピンポン
- マイ・プロジェクト（東映教育映画）

### 舞台
- 立身出世劇場「港町マクベス」「黄昏のカンガルーハイツ」他
- やまんびゅう「俺達のズブロッカ」「俺達のスピリタス」「俺達の電気ブラン」「Z」他
- 西へ行く「番長、西へ行く」「カラス、西へ行く」
- 破天荒「トコトンコント」「おっけいアキャーン」「暦公演」他
- ミュージカル長くつ下のピッピ
- Playing unit 4989「池田屋チェックイン(シアタートラムver）」
- ゴジゲン「たぶん犯人は父」
- スクエア「泊、」「108」「マンガマン」他
- 浮遊許可証「リーンカーネーション・ティーパーティー」
- メイシアタープロデュース公演 SHOW劇場 Vol.7 『舞姫』
- 劇団SE・TSU・NA「SANTA×CROSS 2012 」
- 突劇金魚「夜に埋める」
- 劇団ガバメンツ「木曜ドラマPERHAPS警部パハップス(全10回)」